# ISO 20700
ISO 20700 Guidelines for Management Consultancy Services, in deutscher Sprache Leitfaden für Unternehmensberatungsdienstleistungen, ist ein Standard, der als Richtlinie für Personen oder Organisationen für die effektive Verwaltung von Managementberatungsdiensten entwickelt wurde. Dieser Standard wurde vom ISO-Projektkomitee ISO/PC 280 entwickelt. ISO 20700 wurde erstmals im Juni 2017 veröffentlicht.
Am 5. September 2018 wurde es in Europa mit der Kennung EN ISO 20700:2018 implementiert und ersetzt die bisherige EN 16114:2011, die zurückgezogen wurde.

## Hauptanforderungen des Standards
Die ISO 20700:2017 übernehmen folgende Struktur:
1. Zweck
2. Normative Verweisungen
3. Begriffe und Definitionen
4. Prinzipien
5. Verträge
6. Ausführung
7. Schließung